# 蓋爾西夫省
34°08′09″N 3°12′20″W / 34.1359°N 3.2055°W

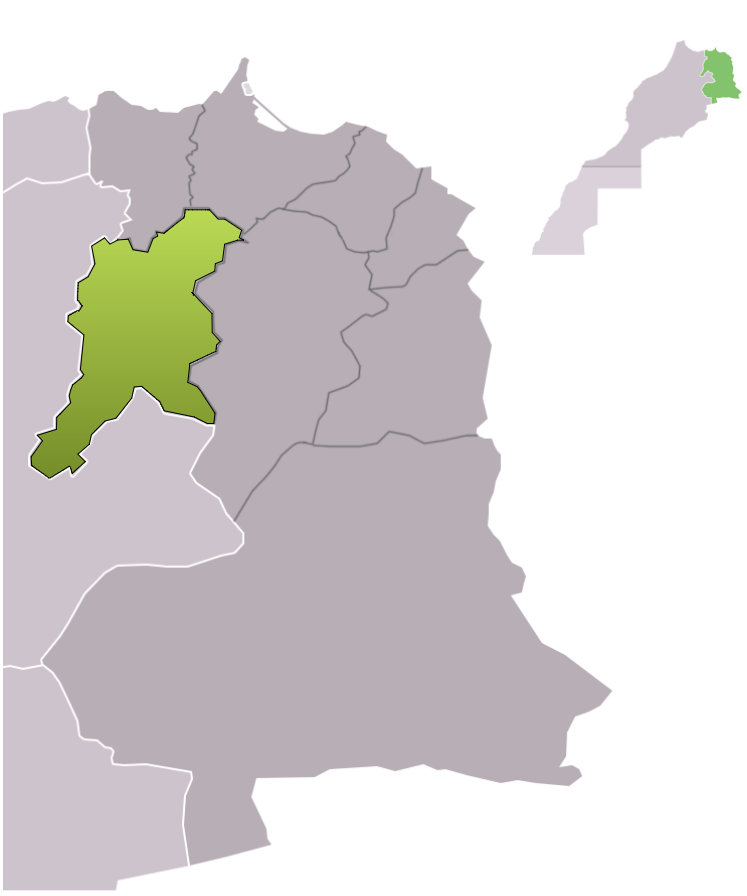

蓋爾西夫省（阿拉伯语：‎）是摩洛哥的省份，位於該國東北部，由東部大區負責管轄，首府設於蓋爾西夫，面積7,307平方公里，2014年人口216,717，人口密度每平方公里30人。